# Călan
Călan (Hongaars: Pusztakalán)is een stad (oraș) in het Roemeense district Hunedoara, 18 km ten noorden van Hațeg. Călan is gelegen in de vallei van Strei. De gemeente telt 13.318 inwoners (2002) waarvan ongeveer 5% etnisch Hongaars is. De gemeente bestaat verder uit de volgende 12 dorpen; Batiz (Batiz), Călanu Mic (Kiskalán), Grid, Nădăştia de Jos (Alsónádasd), Nădăştia de Sus (Felsőnádasd), Ohaba Streiului (Sztrigyohába), Sâncrai (Szentkirály), Sântămăria de Piatră (Kőboldogfalva), Strei (Zeikdorf; Zeykfalva), Strei-Săcel (Sztrigyszacsal), Streisângeorgiu (Sztrigyszentgyörgy) en Valea Sângeorgiului (Szentgyörgyválya).
Călan heeft een spawater in het noordelijk deel van de stad, op 230 meter hoogte. Het werd gebruikt door zowel de Daciërs als Romeinen. Een antiek zwembad is in de rotsen uitgehakt.
De stad is oorspronkelijk een plattelands nederzetting (pagus) in het geromaniseerde Dacia, uit de 2e eeuw n.Chr., in het territorium van Ulpia Traiana Sarmizegetusa.